# Ковач, Иван (фехтовальщик)
Иван Ковач (венг. Kovács Iván; р.8 февраля 1970) — венгерский фехтовальщик, двукратный серебряный призёр Олимпийских игр и двукратный чемпион мира в командных турнирах, пятикратный чемпион Европы (трижды в командных соревнованиях и дважды в личных турнирах).

## Биография
Родился в 1970 году в Будапеште. В 1991 году завоевал золотую медаль чемпиона Европы в личном турнире. В 1992 году на Олимпийских играх в Барселоне стал обладателем серебряной медали в командном зачёте. В 1993 году завоевал бронзовую медаль чемпионата мира, повторил это достижение в 1995 году. В 1996 году принял участие в Олимпийских играх в Атланте, но неудачно. В 1998 году стал чемпионом мира и Европы. В 2000 году принял участие в Олимпийских играх в Сиднее, но не завоевал медалей. В 2001 году вновь стал чемпионом мира. В 2002 году стал бронзовым призёром чемпионата Европы. В 2004 году на Олимпийских играх в Афинах стал обладателем серебряной медали в командном зачёте. В 2005 году завоевал бронзовую медаль чемпионата Европы. На чемпионате Европы 2006 года завоевал две золотые медали. В 2007 году стал обладателем бронзовой медали чемпионата мира и золотой — чемпионата Европы. В 2008 году стал обладателем серебряной медали чемпионата Европы, затем принял участие в Олимпийских играх в Пекине, но неудачно.